# Cliff Simon
Cliff Simon (7. září 1962 Johannesburg – 9. března 2021 Topanga, Kalifornie) byl jihoafrický herec a také mezinárodní a olympijský kvalifikovaný plavec a gymnasta. Byl ženatý, jeho žena se jmenuje Colette.
Narodil se v Johannesburgu. Později se přestěhoval do Londýna, kde vystudoval školu. Poté se vrátil zpět do Jižní Afriky, kde sloužil dva roky u letectva. Dvanáct let pracoval v Evropě jako profesionální model a tanečník, z toho rok účinkoval v Moulin Rouge v Paříži jako tanečník a náhradník za hlavního zpěváka.
Roku 1987 se vrátil do Jižní Afriky, kde pokračoval prací v modelingu. Roku 1992 zvítězil v soutěži Pan Jižní Afrika. Krátce potom začal studovat herectví a šest let účinkoval v mýdlové opeře Egoli: Place of Gold. V roce 2000 se přestěhoval do Los Angeles a v roce 2005 získal americké občanství.
Hrál malou roli v americkém dramatu Nash Bridges. Ztvárnil postavu Ba'ala v seriálu Hvězdná brána.
Zemřel při nehodě kitesurfingu v kalifornské Topangě dne 9. března 2021 ve věku 58 let. 